# NGC 559

NGC 559

إن جي سي 559 (NGC 559، ويعرف  أيضا بـكالدويل 8)، هو عنقود مفتوح و كائن كالدويل في كوكبة ذات الكرسي. انه يضيء في حجم +9.5. إحداثياته السماوية هي را .
وهي تقع بالقرب من الكتلة مفتوحة إن جي سي 637 وبمقدار إضاءة يصل +2.2 بشكل غير منتظم، متغير نجم غاما ذات كرسي. يصل طول المجموعة إلى 7 دقيقة قوسية.

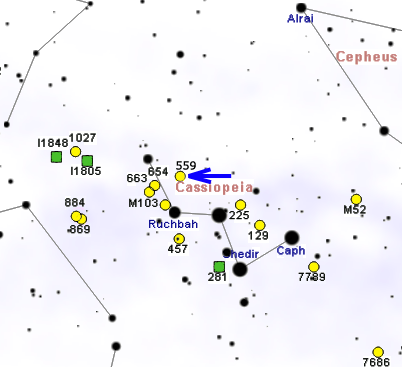
خريطة تبين موقع Nإن جي سي 559

## وصلات خارجية
- Frommert, Harmut. "Revised NGC Data for NGC 559". Spider. Students for the Exploration and Development of Space. مؤرشف من الأصل في 2016-03-04.
- "NGC 559". SIMBAD (بالإنجليزية). Centre de Données astronomiques de Strasbourg.
- "NED results for object NGC 0559". NASA/IPAC Extragalactic Database. National Aeronautics and Space Administration / Infrared Processing and Analysis Center. مؤرشف من الأصل في 2019-12-07. اطلع عليه بتاريخ 2018-02-17.

- NGC 559 على موقع ويكي سكاي: DSS2, SDSS, GALEX, IRAS, Hydrogen α, X-Ray, Astrophoto, Sky Map, Articles and images